# Mary Ritter Beard
Mary Ritter Beard (Indianapolis, 5 agosto 1876 – Phoenix, 14 agosto 1958) è stata un'attivista, storica e archivista statunitense.
Ha svolto un ruolo importante nel movimento delle suffragette ed è stata una sostenitrice della giustizia sociale attraverso ruoli educativi e come attivisti sia nel lavoro che nei movimenti per i diritti delle donne. Ha scritto diversi libri sul ruolo delle donne nella storia, tra cui On Understanding Women (1931), (Ed.) America Through Women's Eyes (1933) e  Woman As Force In History: A Study in Traditions and Realities (1946). Inoltre, ha collaborato con suo marito, lo storico Charles Austin Beard, in diverse opere tra cui The Rise of American Civilization (1927).